# Daniel Viglietti
Daniel Alberto Viglietti Indart (Montevideo, 24 de juliol de 1939 — Montevideo, 30 d'octubre de 2017) fou un cantautor uruguaià.
La seva obra musical es caracteritza per una particular barreja d'elements de música clàssica per a guitarra i del folklore uruguaià i llatinoamericà. Des d'Hombres de nuestra tierra, el seu segon disc a dues veus amb Juan Capagorry, va iniciar un treball compartit amb escriptors, posant música després a poemes de Líber Falco, César Vallejo, Circe Maia, Rafael Alberti, Federico García Lorca, i Nicolás Guillén.
Es va exiliar durant la dictadura militar uruguaiana (1973-1984). Viglietti és considerat un dels símbols de resistència al règim militar i totalitari. Va escriure una cançó en homenatge a la presa de Pando dels anys 1960.